# Anacamptis palustris
Anacamptis palustris е вид растение от семейство Орхидеи (Orchidaceae). Видът е незастрашен от изчезване.

## Разпространение
Разпространен е в Албания, Алжир, Армения, Австрия, Белгия, България, Хърватска, Кипър, Чехия, Франция, Германия, Гърция, Унгария, Иран, Италия, Йордания, Ливан, Молдова, Черна гора, Мароко, Норвегия, Палестина, Полша, Португалия, Румъния, Русия, Сърбия, Словакия, Словения, Испания, Швеция, Швейцария, Сирия, Тунис, Турция, Украйна, САЩ и Узбекистан.